# Wacław Mutermilch
Wacław Mutermilch (od 1921: Mileski, pseud. Bojomir, ur. 1872 w Warszawie, zm. 1940 w KL Dachau) – polski chemik, filozof i publicysta.

## Życiorys
Jego ojcem był przemysłowiec, Władysław Mutermilch. Podjął studia przyrodnicze na Uniwersytecie Warszawskim, a potem pracował w jednym z warszawskich laboratoriów analitycznych. Od 1901 publikował w "Chemiku Polskim". W latach 90. XIX wieku pracował w paryskim Instytucie Pasteura.
Doświadczenia I wojny światowej skłoniły go do zainteresowania się filozofią. Od 1916 był wydawcą krakowskiego czasopisma "Logos". Na jego łamach pisał artykuły filozoficzne, m.in. o mesjanizmie, częstokroć inspirowane poglądami Augusta Cieszkowskiego, czy Józefa Marii Hoene-Wrońskiego. W 1919 znalazł się wśród współzałożycieli warszawskiego Instytutu Mesjanistycznego. W 1921 zmienił nazwisko na Mileski, pod którym opublikował w 1927 cykl własnych wykładów o mesjanizmie, które wygłaszał w 1926 w Polskim Radiu (Polska filozofia narodowa).
Po napaści Niemiec na Polskę został aresztowany. Kilka miesięcy później Niemcy zamordowali go w KL Dachau.

## Dzieła i artykuły
- Historja stosu Volty. Rozwój pojęć elektrochemicznych (1900)[2],
- Powinowactwo chemiczne (1902)[3],
- Na przełomie dwóch epok (1916),
- Mesjanizm polski a Kościół katolicki (1916)[1],
- Chrześcijaństwo a bolszewizm (1920)[4].